# 扎米斯季亞 (普里盧基區)
50°36′42″N 32°25′24″E / 50.61167°N 32.42333°E
扎米斯季亞（烏克蘭語：Замістя），是烏克蘭的村落，位於該國北部切爾尼戈夫州，由普里盧基區負責管轄，始建於1619年，面積1.54平方公里，海拔高度132米，2001年人口1,021，人口密度每平方公里661.7人。